# Daprodustat
Daprodustat, comercializado bajo la marca Duvroq entre otras, es un medicamento utilizado para tratar la disminución de glóbulos rojos (anemia) debida a una enfermedad renal crónica. Este medicamento se utiliza en quienes llevan más de cuatro meses en diálisis, y se toma por vía oral. Se utiliza para reducir la necesidad de transfusiones de sangre.
Los efectos secundarios de este medicamento incluyen presión arterial alta, coágulos de sangre y dolor abdominal; otros efectos secundarios pueden incluir empeoramiento de la insuficiencia cardíaca y hemorragia gastrointestinal superior. El uso de este medicamento pudiera aumentar el riesgo de muerte. No se recomienda en personas con cáncer activo.

Interactúa con medicamentos que afectan al CYP2C8. El uso durante el embarazo de este medicamento pudiera dañar al bebé.
Es un inhibidor del factor prolil hidroxilasa inducible por hipoxia que actúa aumentando la eritropoyetina. 
Este medicamento fue aprobado para uso médico en Japón en el 2020, y en Estados Unidos en el 2023. Es el primer tratamiento oral para los niveles bajos de glóbulos rojos causados por una enfermedad renal. Para ello se utilizaron agentes estimulantes de la eritropoyesis, hasta ahora inyectables.

## Historia
Daprodustat aumenta los niveles de eritropoyetina. La eficacia del daprodustat se estableció en un estudio aleatorizado de 2964 participantes adultos que recibían diálisis.  En este estudio, los participantes recibieron daprodustat oral o eritropoyetina humana recombinante inyectada (un tratamiento estándar para personas con anemia debido a enfermedad renal crónica).  Daprodustat elevó y mantuvo la hemoglobina (la proteína de los glóbulos rojos que transporta oxígeno y es una medida común de la anemia) dentro del rango objetivo de 10 a 11 gramos/decilitro, similar al de la eritropoyetina humana recombinante.  La Administración de Medicamentos y Alimentos de los Estados Unidos (FDA) otorgó la aprobación de Jesduvroq a GlaxoSmithKline LLC.